# Jeff Maxwell
Jeff Maxwell Amerikaans acteur, vooral bekend geworden als Igor Straminsky uit M*A*S*H. 

## Filmografie
- Divorce: The Musical (2002) - Harvey
- Dark Romances Vol. 2 (Video, 1990) - De Artiest
- Odd Jobs (1986) - Young Exec. #2
- Night Patrol (1984) - Flashing Prisoner
- M*A*S*H televisieserie - Pvt. Igor Straminsky (65 afl., 1973-1983)
- Eight Is Enough televisieserie - Corry Terrel (Afl., The Best Little Telethon in Sacramento, 1981)
- Too Close for Comfort televisieserie - Artiest (Afl., Pilot, 1980)
- Eight Is Enough televisieserie - Officer Caldmaris (Afl., The Night They Raided Bradfords, 1979)
- CHiPs televisieserie - Motorrijder (Afl., Bio-Rhythms, 1979)
- Perfect Gentlemen (televisiefilm, 1978) - Portier hotel
- Eight Is Enough televisieserie - Jonge man (Afl., Children of the Groom: Part 1 & 2, 1977)
- The Kentucky Fried Movie (1977) - Man (segment 'Feel-A-Round')
- The Waltons televisieserie - Tweedehans Autoverkoper (Afl., The Ferris Wheel, 1977)
- Young Frankenstein (1974) - Student Medicijnen (Niet op aftiteling)

- International Standard Name Identifier: 0000 0000 3384 2942
- Library of Congress Control Number: n97071467
- Virtual International Authority File: 55900495
- WorldCat: E39PBJth78RkBGgwc7Y8VMXGHC